# Kristotomus planiceps
Kristotomus planiceps är en stekelart som beskrevs av Mason 1962. Kristotomus planiceps ingår i släktet Kristotomus och familjen brokparasitsteklar. Inga underarter finns listade i Catalogue of Life.